# Zoölogisch Museum Amsterdam
Het Zoölogisch Museum Amsterdam (ZMA, Instituut voor Taxonomische Zoölogie) was tot 2011 een natuurhistorisch museum in Amsterdam. Het was ontstaan in Artis en werd in 1939 onderdeel van de Universiteit van Amsterdam. Het was naast het Rijksmuseum van Natuurlijke Historie (RMNH) te Leiden een van de twee grote natuurhistorische musea in Nederland.
Het museum had naast de museale taken – beheer en behoud van de collecties en tentoonstellen – ook een belangrijke wetenschappelijke en een (universitaire) onderwijsfunctie. De organisatie bestond uit twee departementen:
- Tentoonstellingen
- Biodiversiteit Informatica

## Huisvesting
Het museum was aanvankelijk gehuisvest in het hoofdgebouw, ook bekend als het Groote Museum van het Genootschap. In 1882 kwam het Aquariumgebouw gereed met ruimten voor de Universiteit van Amsterdam waarin eveneens tentoonstellingsruimte voor de collectie was gecreerd. Het museum vestigde zich in 1922 op de bovenverdieping van het gebouw van het voormalig Ethnografisch Museum.
Na 1949 werd het gehuisvest op drie nabijgelegen locaties:
- Gewervelden (vogels en zoogdieren): Mauritskade 61
- Gewervelden (herpetologie en vissen) en Ongewervelden: Mauritskade 57
- Entomologie: Plantage Middenlaan 64

In het Aquariumgebouw van Artis organiseerde de afdeling Tentoonstellingen vanaf 1977 exposities rond het thema 'de mens in de natuur, de natuur in de mens'.

## Collectie
De totale collectie omvatte ongeveer 13 miljoen geregistreerde objecten en werd voornamelijk voor wetenschappelijke doeleinden gebruikt. De collectie van het Zoölogisch Museum werd in 2011 samengevoegd met die van natuurhistorisch museum Naturalis en het Nationaal Herbarium Nederland in NCB Naturalis (Nederlands Centrum voor Biodiversiteit). Om de verhuizing te markeren presenteerde museum Naturalis van 14 oktober 2011 tot en met 19 augustus 2012 de tentoonstelling Naturalia, van circusdier tot wetenschappelijk object, waarin objecten uit de collectie van het ZMA werden getoond.